# Daltonia latimarginata
Daltonia latimarginata är en bladmossart som beskrevs av Bescherelle 1880. Daltonia latimarginata ingår i släktet Daltonia och familjen Daltoniaceae. Inga underarter finns listade i Catalogue of Life.